# Богачево (Красноярский край)
Богачево — деревня в Ирбейском районе Красноярского края. Входит в состав Тальского сельсовета.

## География
Деревня находится в юго-восточной части края, в лесостепной зоне, на левом берегу реки Талой, на расстоянии приблизительно 34 километров (по прямой) к юго-востоку от Ирбейского, административного центра района. Абсолютная высота — 315 метров над уровнем моря.
Климат
Климат характеризуется как резко континентальный, с продолжительной морозной зимой и коротким тёплым летом. Средняя температура воздуха самого тёплого месяца (июля) составляет 18,3 °C (абсолютный максимум — 38 °C); самого холодного (января) — −21,1 °C (абсолютный минимум — −60 °C). Продолжительность безморозного периода составляет в среднем 90 дней. Среднегодовое количество атмосферных осадков составляет 484 мм, из которых 367 мм выпадает в период с апреля по октябрь. Снежный покров держится в течение 170 дней.

## История
Основана в 1907 году. По данным 1926 года в деревне имелось 81 хозяйство и проживало 446 человек (224 мужчины и 222 женщины). В национальном составе населения того периода преобладали белорусы. В административном отношении входила в состав Больше-Реченского сельсовета Ирбейского района Канского округа Сибирского края.

## Население
| 2010 |
| ---- |
| 73   |

Половой состав
По данным Всероссийской переписи населения 2010 года в гендерной структуре населения мужчины составляли 50,7 %, женщины — соответственно 49,3 %.
Национальный состав
Согласно результатам переписи 2002 года, в национальной структуре населения русские составляли 99 % из 89 чел.